# Virgen de África
Santa María de África es una imagen de la Virgen María, patrona de la ciudad autónoma de Ceuta (España). Se venera en el Santuario de Santa María de África y su festividad principal se celebra el 5 de agosto, aunque también aparece en el calendario el 5 de marzo.

## Historia
El infante Enrique el Navegante en 1421 envió a Ceuta una imagen de la Virgen con este mensaje: "Os envío una imagen de la Virgen, muy devota mía". Añadía el mensaje que a esa imagen se le había rendido culto anteriormente y que en adelante la venerasen con la advocación de Santa María de África. El bastón de mando del primer gobernador, Pedro de Meneses, es conocido como el aleo. Al recibirlo dijo la frase: "Con este palo me basto". Esta frase aparece en el escudo de la Comandancia General de Ceuta. Todos los años se celebra una ceremonia en la que el comandante general entrega el aleo a la Virgen de África.
Fue coronada canónicamente el 10 de noviembre de 1946. Y aunque siempre fue considerada patrona, no fue hasta el 24 de noviembre de 1949, cuando Su Santidad el papa Pío XII otorgó el breve pontificio declarando oficialmente el patronazgo.
El ayuntamiento de la ciudad de Ceuta la proclamó alcaldesa honoraria perpetua el 5 de marzo de 1654.

## La talla de la Virgen

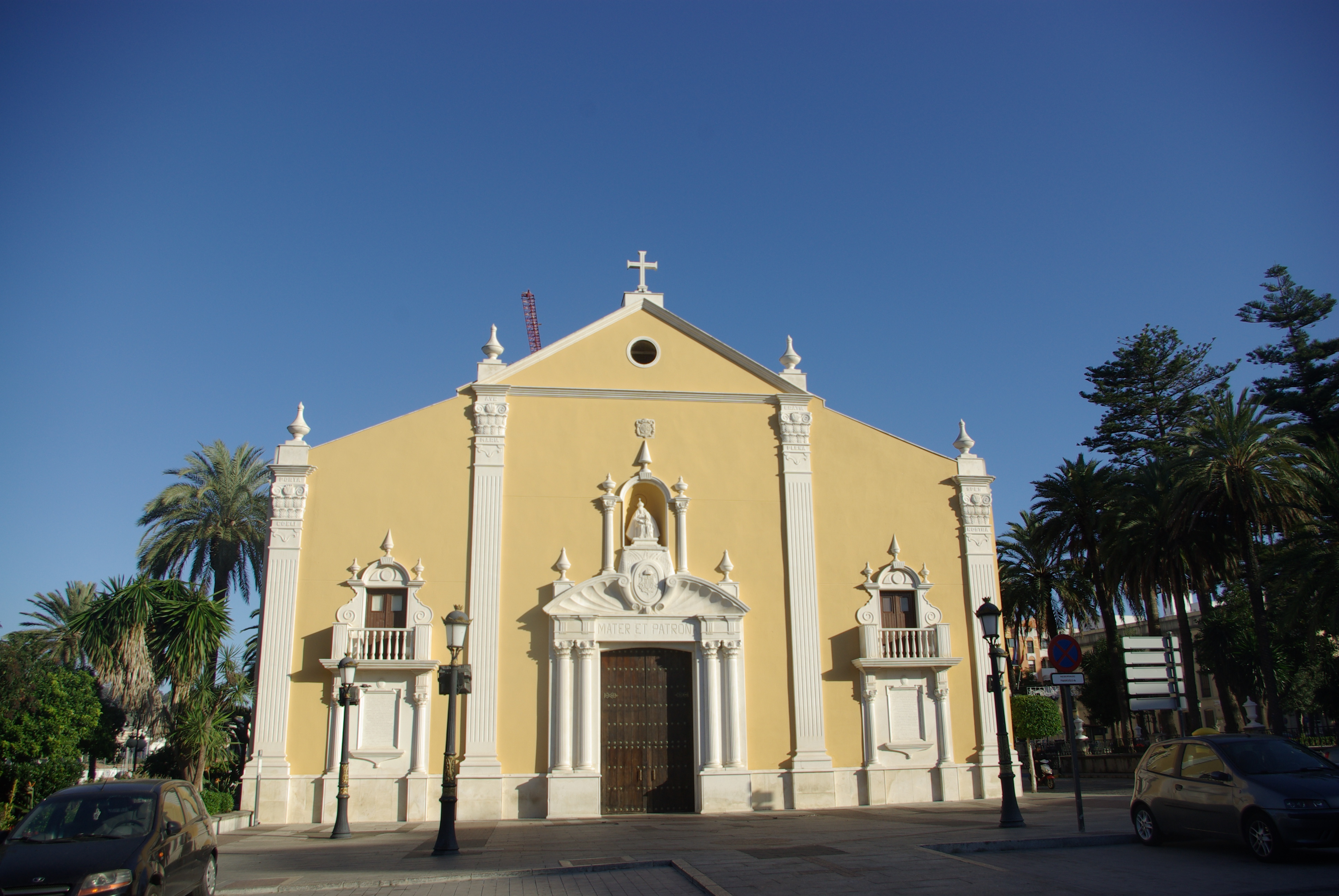
Fachada del Santuario de Santa María de África

La escultura es una talla gótica del siglo XV. Se presenta entronizada, sedente, y con el cuerpo muerto de Cristo en sus brazos, al estilo de la Piedad, también representado por otras advocaciones, como la Virgen de las Angustias de Ayamonte. La imagen está tallada en un solo bloque de madera, excepto la cabeza de Cristo y la mano izquierda de la Virgen, ahuecándose en la zona posterior, según costumbre de las imágenes destinadas a ubicarse en altares o retablos. Este hueco aparece cubierto en la actualidad por una tapa de madera formada por varios tablones. Pese a no ser una imagen de vestir, generalmente lleva un grueso manto de ricas telas, que le cubre la parte trasera de la talla, quedando a la vista toda la parte frontal de su cuerpo.

## Otras
En la ciudad de Santa Cruz de Tenerife, Canarias, el principal mercado de la ciudad se llama Mercado de Nuestra Señora de África. Fue realizado por el arquitecto José Enrique Marrero Regalado en la zona de La Recova y fue inaugurado en 1944. En su interior hay una pequeña imagen de la Virgen de África de Ceuta, que se encuentra frente a otra pequeña imagen de la Virgen de Candelaria, patrona de Canarias. Este arquitecto realizó también la Basílica de la Virgen de Candelaria, finalizada en 1959.

## Composiciones dedicadas
Coplas de cultos y otras formas musicales
- Himno a la Santísima Virgen de África (1936). Música: Francisco Servat Arduá. Letra: Justiniano Rodríguez.
- En hondas llamas de total entrega. Himno de la Coronación Canónica de la Virgen de África (1946). Música: Antonio Gessa Loayssa. Letra: Manuel Martínez del Cerro.
- Himno a la Corte de Infantes de Santa María de África (1968). Música y letra: José Ángel Guerrero Alcántara.
- Salve a la Virgen de África (2015). Música y letra: Mª de los Ángeles Bao González.

Marchas procesionales
- Reina del Estrecho (1996). Enrique Escrivá Alapont.
- Virgen de África (1998). Vicente Benetó Soriano.
- A Nuestra Señora de África (1999). Francisco Grau Vergara.
- Virgen de África (2002). Agustín Díez Guerrero.
- A ti, Señora de Ceuta (2010). José Miñano Couce.
- Aniversario de tu Coronación (2012). José Miñano Couce.
- Patrona de Ceuta (2013). Juan José Vicente Martín.
- La Virgen de Ceuta (2017). Juan José Vicente Martín.
- Por Ceuta Coronada (2021). Juan José Vicente Martín.
- En tu regazo, el amor (2023). Amadora Mercado Pérez.

## Poemas dedicados
- "Ante la imagen de Nuestra Señora de África (Ceuta)" (Llorenç / Lorenzo Vidal) - 2002